# 陳桓 (福建)
陳桓（1484年—？），字德威，錦衣衛官籍福建政和縣人，明朝政治人物。

## 生平
順天府鄉試第四十一名舉人。正德六年（1511年）中式辛未科進士。曾任户部四川主事，升员外郎，出為江西庐州府知府，升江西按察司副使、备兵九江。

## 家族
曾祖陳寶一；祖父陳君用；父陳瓊，母劉氏。具慶下。兄陈郎（百户）、陈杲、陈秀（百户）、陈椿。